# Ripapa Island

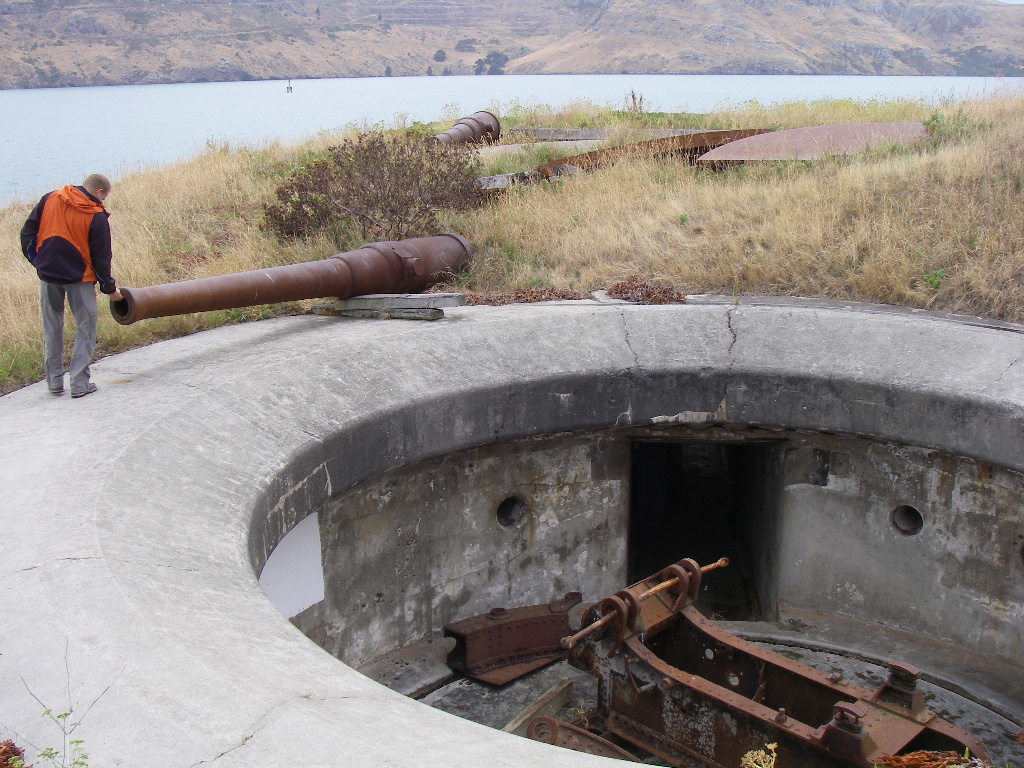
Armstrong Gun, Lauf und Geschützstellung

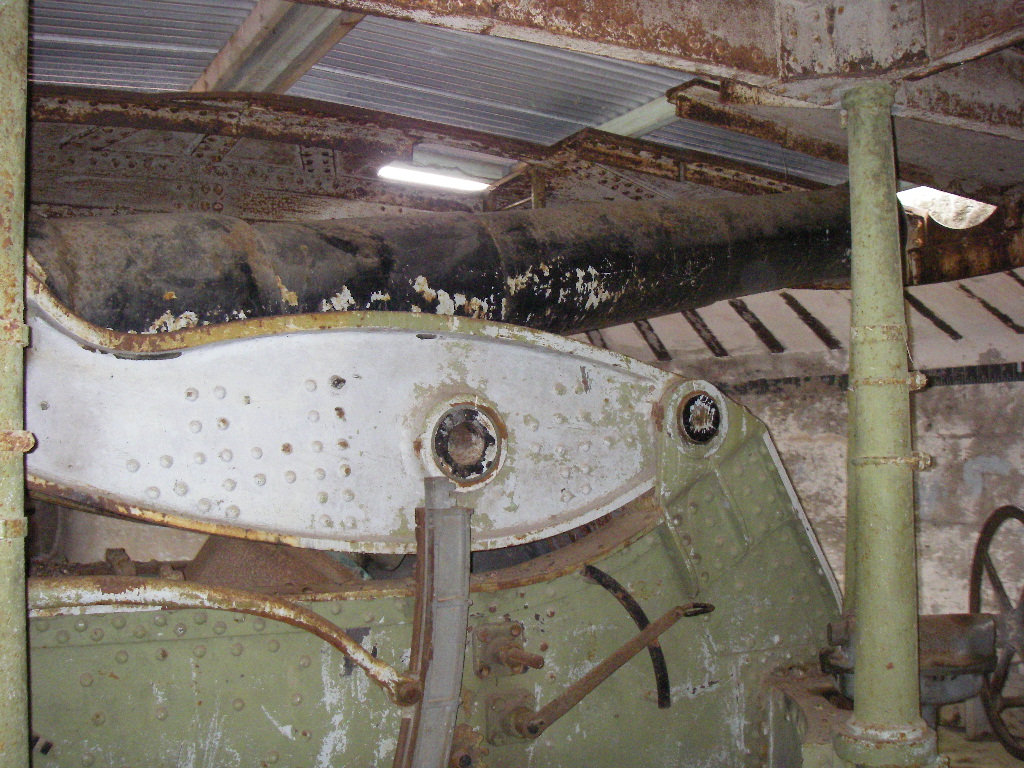
Mechanismus der 8-inch Armstrong Gun

Ripapa Island, auch Ripa Island, ist eine Insel vor der Küste des Lyttelton Harbour bei Christchurch auf der Südinsel Neuseelands.

## Voreuropäische Geschichte
Auf der Insel wurde im frühen 19. Jahrhundert unter Häuptling Taununu vom Iwi Ngāi Tahu eine befestigte Siedlung (Pā) errichtet. In den 1820er Jahren kam es zu Auseinandersetzungen zwischen Taununu und einer anderen Gruppe der Ngāi Tahu, die als Kai Huanga-Fehde bekannt wurde. „Kai Huanga“ bedeutet wörtlich „Verwandte essen“ und bezieht sich auf die kannibalistischen Auswirkungen der Streitigkeiten und die Tatsache, dass die beiden Parteien aus nahen Verwandten bestanden.
Die Ngāi Tahu hielten sich bis etwa 1832 auf der Insel. Häuptling Te Whakarukeruke, der die Insel damals bewohnte, verließ diese, um bei der Verteidigung von Kaiapoi gegen Te Rauparaha zu helfen. Nach dem Fall von Kaiapoi überrannte Te Rauparaha mehrere Pā auf und um die Banks Peninsula, darunter die Befestigung auf Ripapa Island. Die Insel wurde danach von den Māori nicht wieder besiedelt.

## Quarantänestation
Im späten 19. Jahrhundert wurde die Insel als Quarantänestation für die aus Großbritannien eintreffenden Schiffe genutzt. 1880 wurden die Gebäude der Quarantänestation als Gefängnis genutzt, vor allem für Einwohner der Māorisiedlung Parihaka in der Region Taranaki während deren Kampagne des passiven Widerstandes gegen die Vermessung und den Verkauf ihres Landes durch die Regierung. Die Gebäude der Quarantänestation wurden beim Errichten der militärischen Befestigungen abgerissen.

## Fort Jervois
Fort Jervois wurde 1886 während der „Russian Scare“ errichtet, einer Zeit, in der eine Invasion der Russen in Neuseeland befürchtet wurde. Es ist heute die am besten erhaltene Befestigungsanlage Neuseelands aus dieser Zeit. Während des Ersten Weltkrieges wurde es erneut bemannt und eine von vier Verteidigungsanlagen des Lyttelton Harbour. Im Zweiten Weltkrieg erhielt es erneut eine Garnison.
Im Fort befindet sich eine funktionsfähige BL 8 inch gun, eine von 12 erhaltenen weltweit. Eine BL 6 inch gun wurde beim ersten Probeschuss zerstört, wegen Versagens der Rücklaufmechanik wurden Lauf und weitere Teile des Geschützes zerstört. Dieses Geschütz ist nicht mehr verwendbar. In zwei weiteren Geschützstellungen befinden sich Überreste weiterer Geschütze.

## Heutige Nutzung
Seit 1990 wird die Insel vom Department of Conservation verwaltet. Fort Jervois ist seit 1991 beim New Zealand Historic Places Trust als „Historic Place“ der Kategorie 1 registriert. Es bestehen Überlegungen, die Insel in ihren Zustand während des Zweiten Weltkrieges zurückzuversetzen.
Im Juni 2011 wurde Fort Jervois durch Erdbeben beschädigt und vorerst für die Öffentlichkeit geschlossen.